# QS Aquilae
QS Aquilae eller HD 185936, är en trippelstjärna eller kvadruppelstjärna belägen i den norra delen av stjärnbilden Örnen. Den har en genomsnittlig skenbar magnitud av ca 5,99 och är mycket svagt synlig för blotta ögat där ljusföroreningar ej förekommer. Baserat på parallaxmätning inom Hipparcosuppdraget på ca 0,49 mas beräknas den befinna sig på ett avstånd av ca 6 700 ljusår (ca 2 100 parsec) från solen. Den rör sig närmare solen med en heliocentrisk radialhastighet av ca -14 km/s.

## Observation
QS Aquilae är ett stjärnsystem som består av en förmörkande binär i en 2,5 dygns omloppsbana kring vilken en tredje stjärna kretsar med en omloppsperiod av 77 år. Det finns vissa tecken på att det finns en fjärde komponent med en omloppsperiod på ungefär 18 år. QS Aquilae varierar i skenbar magnitud från 5,93 till 6,06, vilket gör den mycket svagt synlig för blotta ögat.
Stjärnans variation upptäcktes fotometriskt av Paul Guthnick och Richard Prager 1930. Den fick dess variabelbeteckning 1934.